# Institut technologique de l'Université d'État de l'Oklahoma
 (juillet 2024).
La mise en forme du texte ne suit pas les recommandations de Wikipédia : il faut le « wikifier ».
Les points d'amélioration suivants sont les cas les plus fréquents. Le détail des points à revoir est peut-être précisé sur la page de discussion.
- Les titres sont pré-formatés par le logiciel. Ils ne sont ni en capitales, ni en gras.
- Le texte ne doit pas être écrit en capitales (les noms de famille non plus), ni en gras, ni en italique, ni en « petit »…
- Le gras n'est utilisé que pour surligner le titre de l'article dans l'introduction, une seule fois.
- L'italique est rarement utilisé : mots en langue étrangère, titres d'œuvres, noms de bateaux, etc.
- Les citations ne sont pas en italique mais en corps de texte normal. Elles sont entourées par des guillemets français : « et ».
- Les listes à puces sont à éviter, des paragraphes rédigés étant largement préférés. Les tableaux sont à réserver à la présentation de données structurées (résultats, etc.).
- Les appels de note de bas de page (petits chiffres en exposant, introduits par l'outil «  Source ») sont à placer entre la fin de phrase et le point final[comme ça].
- Les liens internes (vers d'autres articles de Wikipédia) sont à choisir avec parcimonie. Créez des liens vers des articles approfondissant le sujet. Les termes génériques sans rapport avec le sujet sont à éviter, ainsi que les répétitions de liens vers un même terme.
- Les liens externes sont à placer uniquement dans une section « Liens externes », à la fin de l'article. Ces liens sont à choisir avec parcimonie suivant les règles définies. Si un lien sert de source à l'article, son insertion dans le texte est à faire par les notes de bas de page.
- La présentation des références doit suivre les conventions bibliographiques. Il est recommandé d'utiliser les modèles {{Ouvrage}}, {{Chapitre}}, {{Article}}, {{Lien web}} et/ou {{Bibliographie}}. Le mode d'édition visuel peut mettre en forme automatiquement les références.
- Insérer une infobox (cadre d'informations à droite) n'est pas obligatoire pour parachever la mise en page.

Pour une aide détaillée, merci de consulter Aide:Wikification.
Si vous pensez que ces points ont été résolus, vous pouvez retirer ce bandeau et améliorer la mise en forme d'un autre article.
 (juillet 2024).
L'Institut de technologie de l'Université d'État de l'Oklahoma (OSUIT) est un institut  public de technologie situé à Okmulgee, en Oklahoma. Il fait partie du Système universitaire de l'État de l'Oklahoma. OSUIT propose 37 programmes d'études, dont 31 menant à un diplôme d'Associate in Applied Science, 4 programmes menant à un diplôme de transfert d'Associate in Science et 3 programmes menant à des diplômes de Bachelor of Technology.

## Histoire
Avant que l'Oklahoma ne devienne un État, le site de l'école avait servi d'orphelinat pour la nation Creek de 1892 à 1906. En 1943, l'armée américaine a acquis le site pour le placer sous la juridiction du Camp Gruber en tant que Glennan General Hospital, initialement destiné aux troupes américaines, mais par la suite désigné comme une installation pour traiter les prisonniers de guerre (principalement des Allemands) capturés en Afrique du Nord et ailleurs. Après la fin de la Seconde Guerre mondiale, l'Oklahoma A&M a acquis le camp et l'a converti en un campus annexe, dont l'accent initial était mis sur la formation professionnelle des vétérans, hommes et femmes. L'école a connu plusieurs changements de nom et a reçu son nom actuel en 2008.

### Direction
| 1946-1963    | L. Keith Covelle   | Directeur |
| 1963-1983    | Wayne W. Miller    | Directeur |
| 1983-2011    | Robert E. Klabenes | Président |
| 2011-2023    | Bill R. Chemin     | Président |
| 2024-présent | Randy Wymore       | Prévôt    |

### Noms des établissements
Les noms de l'institution incluent:
| 1946-1957    | École de formation technique Oklahoma A. et M. College           |
| 1957-1986    | École de formation technique de l'Université d'État d'Oklahoma   |
| 1986-1990    | Branche technique de l'Université d'État de l'Oklahoma, Okmulgee |
| 1990-2008    | Université d'État de l'Oklahoma, Okmulgee                        |
| 2008-présent | Institut de technologie de l'Université d'État de l'Oklahoma     |

## Commanditaires de l'industrie
- Plains All American Pipeline
- Caterpillar Inc[7].
- Ford Motor Company[8]
- General Motors[9]
- Komatsu[10]
- Toyota Motor Company[11]
- Western Equipment Dealers Association[12]
- Pro-Tech (general automotive which includes certifications from Subaru[13]
- MCAP (Mopar, Fiat-Chrysler)[14]
- Phillips 66[15]
- Weyerhaeuser
- Gas Processors Association